# Maria do Carmo Carmona
Maria do Carmo Ferreira da Silva Carmona GCC • GCB (Chaves, 21 de outubro de 1878 — Lisboa, 13 de março de 1956) foi a esposa do 11.º Presidente da República Portuguesa Óscar Carmona, e por inerência Primeira-dama de Portugal de 16 de novembro de 1926 a 18 de abril de 1951.

## Biografia
Maria do Carmo nasceu na freguesia de Santa Maria Maior, em Chaves, a 21 de outubro de 1878, oriunda de famílias humildes. Era filha de Germano da Silva, taberneiro natural de Ervões e de Engrácia de Jesus Ferreira, natural de Serapicos, ambas freguesias do concelho de Valpaços.
Quando o então Alferes de Cavalaria António Óscar Fragoso Carmona prestou serviço militar no Regimento de Cavalaria n.º 6, aquartelado em Chaves, conheceram-se e apaixonaram-se. Já em união de facto há varios anos, contraíram matrimónio a 3 de janeiro de 1914, em Lisboa, tendo já três filhos: Cesaltina Amélia da Silva Carmona (1897-1985), António Adérito Fragoso Carmona (1900-1994) e Maria Inês da Silva Carmona (1903-2002). Foi avó da pintora Menez, uma dos seus quatro netos.
A 3 de março de 1928, Maria do Carmo teve a iniciativa de patrocinar a "Festa da Violeta", destinada a trocar flores por donativos dos maiores industriais do país e assim recolher fundos para patrocinar a rede de orfanatos, que desde o final da I Guerra Mundial recebiam cada vez mais crianças. A mulher do Presidente Óscar Carmona, dava com isso início a uma série de projetos que haveriam, pela primeira vez, de tornar visível a figura da Primeira-dama portuguesa. Acompanhou o marido em muitas deslocações oficiais, inclusive nas viagens às colónias, em 1938 e 1939. Entregou o "bodo aos pobres", distribuiu brinquedos pelas crianças mais desfavorecidas e, em São Tomé, inaugurou uma maternidade com o seu nome.

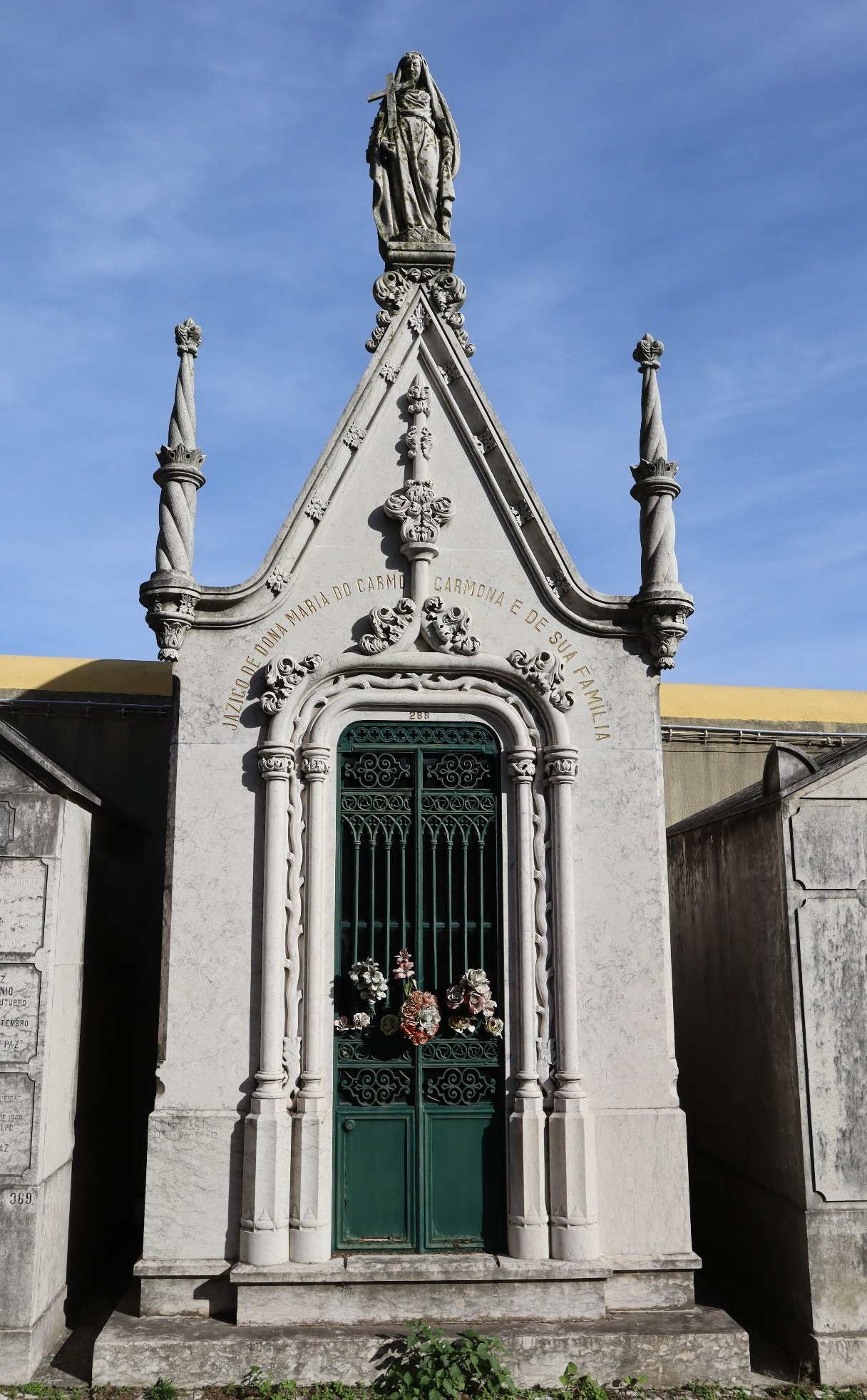
Jazigo de Maria do Carmo Carmona e de sua família, no Cemitério da Ajuda

Foi benemérita de Trás-os-Montes, sua Província natal. Sempre procurou colocar a sua influência que resultava do facto de ser mulher do mais alto Magistrado da Nação para ajudar a Terra e as Gentes. Foi, por exemplo, o Marechal Carmona que, por Decreto n.º 16621, de 12 de março de 1928, elevou a Vila de Chaves à categoria de Chaves. A Câmara Municipal de Chaves reconheceu esse facto e ainda outros, como por exemplo a Creche ou Lactário, construído em 1936, o Jardim Maria Rita que desde logo teve o nome de Maria do Carmo Fragoso Carmona e um bairro habitacional com o nome do General Carmona. Maria do Carmo era o rosto da caridade e da humanidade. Profundamente religiosa, disse uma vez numa entrevista à revista Modas e Bordados «não encontrar maior prazer na vida do que na prática da caridade.» E, de facto, foi pelos seus esforços na proteção das crianças que o país a conheceu. Apadrinhando orfanatos, fundando casas de acolhimento, apoiando colónias de férias. Foi presidente honorária da Semana das Mães (organizada pela primeira vez em 1938 pela Obra das Mães para a Educação Nacional) e presidente de honra da Secção Auxiliar Feminina da Cruz Vermelha Portuguesa.
Tinha por Salazar uma antipatia particular – que, ao que consta, era recíproca –, pelo que durante o encontro semanal de Carmona com o Presidente do Conselho, Maria do Carmo fazia questão de não aparecer para cumprimentar Salazar.
Recebeu a medalha Pro Ecclesia et Pontifice, a 5 de junho de 1929 foi agraciada com a Grã-Cruz da Ordem de Benemerência e a 28 de maio de 1937 com a Grã-Cruz da Ordem Militar de Cristo. Já em 1951, quando enviuvou, o Governo Português comprometeu-se a dar uma pensão vitalícia no valor de dez mil escudos e um carro do Estado à sua disposição.
Faleceu aos 77 anos de idade, no número 71 da Estrada da Torre, freguesia do Lumiar, em Lisboa, vitimada por uma trombose cerebral, a 13 de março de 1956. Os seus restos mortais foram sepultados em jazigo de família no Cemitério da Ajuda.
O seu nome faz parte da toponímia de: Cascais (Praceta e Rua Dona Maria do Carmo Fragoso Carmona), Chaves (Beco, Canto, Ruela e Rua Dona Maria do Carmo

Carmona) e Valpaços (Avenida Dona Maria do Carmo Carmona).